# Metaphanoderma platonovae
Metaphanoderma platonovae is een rondwormensoort uit de familie van de Phanodermatidae.